# Briquet de Provence
Der Briquet de Provence ist eine nicht von der FCI anerkannte Hunderasse aus Frankreich. Sie wird vom französischen kynologischen Dachverband SCC auf nationaler Ebene anerkannt und dort mit der Standard-Nummer 911 in die Gruppe 6, Sektion 1.2 eingeteilt.

## Herkunft und Geschichtliches
Der Briquet de Provence ist ein mittelgroßer Jagdhund aus der Provence im Südosten Frankreichs. Hunde dieses Typs kommen vermutlich schon länger in der Region vor; als Rasse erstmals in Form eines Standards beschrieben wurde er 1934. Eine organisierte Zucht erfolgt erst seit etwa 1980, ein Rasseclub wurde 2003 gegründet. Der Briquet de Provence wurde 2006 von der SCC anerkannt und sein Standard zuletzt 2008 geändert.

## Beschreibung
Die Rasse ist mittelgroß, nicht zu lang, gut bemuskelt und besitzt einen starken Knochenbau. Die Körperlänge ist etwas größer als die Widerristhöhe. Die Schnauze ist gleich lang oder etwas kürzer als der Hirnschädel, der Stop ist wenig ausgeprägt. Das Gebiss ist kräftig und als Scherengebiss entwickelt; fehlende Prämolaren und/oder ein Zangengebiss werden toleriert. Die Ohren sind auf Augenhöhe oder etwas darunter angesetzt, ihr vorderer Rand ist etwas nach außen gerollt. Ihre Spitze muss bis mindestens an den Nasenansatz reichen. An der Kehle kommt eine Wamme vor. Der Bauch ist leicht hochgezogen, die Rute ist tief angesetzt und wird bei der Arbeit hoch getragen.
Das kurze Fell ist rot, mit oder ohne schwarzen Mantel. Wenig weiß an Pfoten, Schwanzspitze, Brust und Stirn ist zulässig, aber nicht erwünscht.

## Wesen
Der Briquet de Provence ist ein mutiger, effizienter und widerstandsfähiger Jagdhund mit freundlichem Naturell, der eine ausgeprägte Bindung zu seinem Halter entwickelt und sich gut mit anderen Hunden vertragen muss. Er besitzt ein ausgeprägtes Jagdverhalten und jagt spurlaut.

## Verwendung
Jagdhund, der vor allem für die Jagd auf Wildschweine und Hasen eingesetzt wird.